# Корморан (спомагателен крайцер)
Корморан (на немски: Kormoran, HSK-8) е спомагателен крайцер на немския флот от времето на Втората световна война. Това е преустроения товарен кораб „Щейермарк“ (на немски: Steiermark), в германския флот е познат като „Шиф-41“ (на немски: Schiff 41), в Кралския флот получава обозначението – „Рейдер „G““.

## История
Корабът е построен в Кил на стапелите на фирмата „Германиаверфт“ (на немски: Germaniawerft) за линията „Хамбург—Америка“. След началото на войната е предаден на Кригсмарине, където е преоборудван на спомагателен крайцер и влиза в състава на немския флот на 2 октомври 1940 г. под името „Корморан“ и командването на корветен капитан, впоследствие фрегатен капитан, Теодор Детмерс.

## Бойни действия

### Рейдерски поход

#### Боя със „Сидни“ и гибел
На 19 ноември 1941 г., до бреговете на Западна Австралия, следобяд, „Корморан“ среща лекия крайцер „Сидни“. В открит бой с крайцера рейдерът има малки шансове да оцелее. Немският капитан прилага хитрост, вдигайки холандски флаг и маскирайки се на търговски кораб. Това върши работа и „Сидни“ приближава „Корморан“ откъм кърмата на разстояние от 1000 метра за провеждане на стандартната процедура на проверка. „Корморан“ внезапно открива огън практически от упор. „Сидни“ получава попадение на 150 mm снаряд в командирския мостик, торпедо от рейдера уцелва крайцера в района на предните оръдейни кули, като ги изважда от строя. „Сидни“ прави опит за таран на спомагателния крайцер, възможно просто заради загуба на управление, изстреляните от него торпеда не уцелват, но един от залповете му предизвиква пожар в машинното отделение на „Корморан“. На австралийския крайцер също избухва пожар. Екипажите и на двата кораба започват борба с огъня. И двата съда получават силен диферент към носа. „Корморан“ е принуден да спре, екипажът му напуска кораба, защото трюмът е пълен с мини, и няколко часа по-късно той се взривява. „Сидни“, обвит в дим се скрива зад хоризонта, но така и не стига до базата си. (По: Фридрих Руге. Война на море 1939 – 1945 гг)

### Резултати
Потопени и пленени съдове:
| Дата              | Име                   | Тип            | Принадлежност  | Тонаж, брт | Товар                                                               | Съдба                         |
| ----------------- | --------------------- | -------------- | -------------- | ---------- | ------------------------------------------------------------------- | ----------------------------- |
| 6 януари 1941     | Antonis               | товарен кораб  | Гърция         | 3729       | 4800 тона въглища                                                   | миниран, взривен и потопен    |
| 18 януари 1941    | British Union         | танкер         | Великобритания | 6987       |                                                                     | потопен с торпедо             |
| 29 януари 1941    | Africa Star           | хладилен кораб | Великобритания | 11 900     | 5708 тона месо и 634 тона масло                                     | миниран, взривен и потопен    |
| 29 януари 1941    | Eurylochus            | товарен кораб  | Великобритания | 5723       | 16 тежки бомбардировача без двигатели                               | потопен с торпедо             |
| 22 март 1941      | Agnita                | танкер         | Великобритания | 3552       |                                                                     | потопен с торпедо             |
| 25 март 1941      | Canadolite            | танкер         | Канада         | 11 309     |                                                                     | пленен, изпратен във Франция  |
| 9 април 1941      | Craftsman             | товарен кораб  | Великобритания | 8022       | голяма противолодъчна мрежа за защитата на пристанището на Кейптаун | потопен с артилерия и торпедо |
| 12 април 1941     | Nicolas D.L.          | товарен кораб  | Гърция         | 5486       |                                                                     | потопен с торпедо             |
| 26 юни 1941       | Velebit               | товарен кораб  | Югославия      | 4153       |                                                                     | потопен с артилерия           |
| 26 юни 1941       | Mareeba               | товарен кораб  | Великобритания | 3472       | 5000 тона захар                                                     | миниран, взривен и потопен    |
| 26 септември 1941 | Stamatios G Embiricos | товарен кораб  | Гърция         | 3941       |                                                                     | миниран, взривен и потопен    |
| 19 ноември 1941   | Sydney                | лек крайцер    | Австралия      | 6830 тона  | —                                                                   | потопен с артилерия в бой     |

По време на действията си „Корморан“ потапя и пленява 11 съда, с общ тонаж около 70 000 брт.

## Съвременни изследвания
Търсенията на „Сидни“ след войната не са прекъсвани. Изследователи регулярно обявяват за намирането на останките на крайцера, но всеки път информацията не се отнася за него.. Чак през март 2008 г. австралийския премиер потвърждава намирането на останките на двата кораба.

## Коментари
1. ↑  От на немски: Handelsstörkreuzer, което означава спомагателен крайцер номер 8.
2. ↑  „Шиф-41“ (нем. „Schiff 41“) – в превод от немски език означава „Плавателен съд № 41“.
3. ↑  Корветен капитан (на немски: Korvettenkapitän) – съответства на званието капитан 3-ти ранг.
4. ↑  Фрегатен капитан (на немски: Fregattenkapitän) – съответства на званието капитан 2-ри ранг.
5. ↑  Виж статията en:Search for HMAS Sydney and HSK Kormoran((en))